# Patton Memorial Pilsen

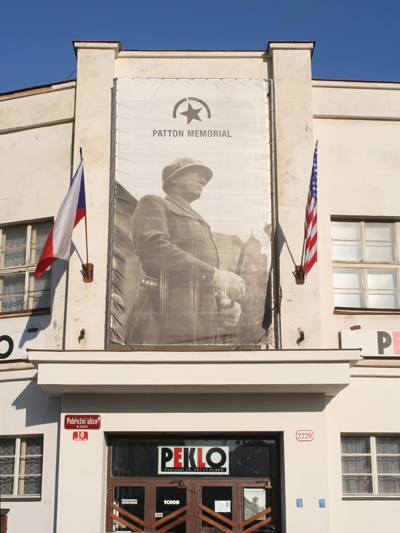
Vchod do Patton Memorial Pilsen

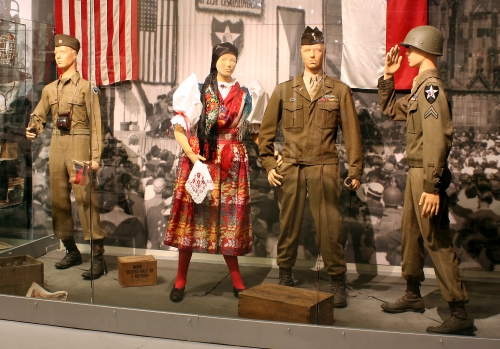
Expozice muzea – vojenské uniformy a plzeňský kroj

Patton Memorial Pilsen – Památník americké armády 1945 je muzeum v Plzni slavnostně otevřené 5. května 2005 u příležitosti 60. výročí osvobození Plzně a jihozápadních Čech v roce 1945 a ukončení 2. světové války v Evropě. Památník je umístěn v budově Kulturního domu Peklo, Pobřežní ul. 10., v němž bývala před první světovou válkou též redakce Masarykova časopisu Nová doba a kde Tomáš Garrigue Masaryk několikrát přednášel.
Památník je koncipován jako stálá vzpomínka na osvoboditele. V muzeu je umístěno více než 1000 exponátů zvláště ze soukromých sbírek - dobové fotografie, dokumenty, noviny a časopisy, výstroj, výzbroj, zdravotnický materiál, jídelní potřeby, polní dávky, sportovní a rekreační doplňky, řemeslnické nářadí a mnoho dalšího. Expozice je doplněna zvukovými efekty a autentickými filmovými sekvencemi. Muzeum dokumentuje období posledních náletů v západních Čechách a bombardování Škodových závodů, postup americké armády v Československu a pobyt amerických vojáků až do listopadu 1945. Expozice velkou měrou připomíná legendárního velitele 3. americké armády generála George S. Pattona a jeho přítele generála Ernesta N. Harmona, který poskytl technickou a
materiální pomoc při obnově zničené země.